# Herbert von Böckmann
Herbert von Böckmann, född 24 juli 1886 i Bremen och död 10 mars 1974 i Baden-Baden, var en tysk militär som befordrades till generalmajor 1939 och till general i infanteriet 1942. Han erhöll Riddarkorset av järnkorset 1941.

## Befäl
- 2. infanteriregementet oktober 1935 – november 1938
- staben I. Armeekorps november 1938 – augusti 1939
- staben 3. Armee augusti  - oktober 1939
- 11. Infanterie-Division oktober 1939 – januari 1942
- (tf) L. Armeekorps mars – juli 1942
- till överbefälhavarens förfogande juli 1942 – mars 1943.

von Böckmann lämnade tjänsten 31 mars 1943.